# Слупце
Слупце (пол. Słupce) — село в Польщі, у гміні Біла-Равська Равського повіту Лодзинського воєводства.
Населення — 88 осіб (2011).
У 1975-1998 роках село належало до Скерневицького воєводства.

## Демографія
Демографічна структура станом на 31 березня 2011 року:
|          | Загалом | Допрацездатний вік | Працездатний вік | Постпрацездатний вік |
| -------- | ------- | ------------------ | ---------------- | -------------------- |
| Чоловіки | 46      | 8                  | 31               | 7                    |
| Жінки    | 42      | 4                  | 24               | 14                   |
| Разом    | 88      | 12                 | 55               | 21                   |